# Уизерби, Гарри Форбс
Гарри Форбс Уизерби (1873—1943) — британский орнитолог, издатель и редактор-основатель журнала British Birds.

## Биография
Занимался семейным бизнесом. Для изучения птиц побывал в Иране, на Кольском полуострове (который он пересёк от Кандалакши до Колы и Екатерининской гавани в июле 1899 года вместе со своим другом  А. Е. Хамертоном) и на Белом Ниле. Последнюю поездку описал в книге Bird Hunting on the White Nile (1902). Был одним из пионеров кольцевания птиц. Много занимался организацией орнитологических исследований, основывал и помогал финансово орнитологическим организациям.
Венцом карьеры Уизерби стало издание The Handbook of British Birds (1938—1941).
За свою службу разведчиком в Дюнкерке в годы Первой мировой войны упоминался в депешах и был награждён.

## Семья
Состоял в браке с Лиллиан Гиллсон (с 1904 года), которая родила ему пятерых детей. Жена участвовала в его экспедициях и даже научилась препарировать птиц во время медового месяца.

## Награды и память
- В честь учёного были названы два подвида птиц[5] и присвоено англоязычное название виду Alaemon hamertoni (однако в настоящее время чаще используется другое англоязычное название).
- Почётный член Американского орнитологического союза (1928).
- Медаль Годмана-Сальвина (1938).
- Орден Британской империи.